# クリンカー

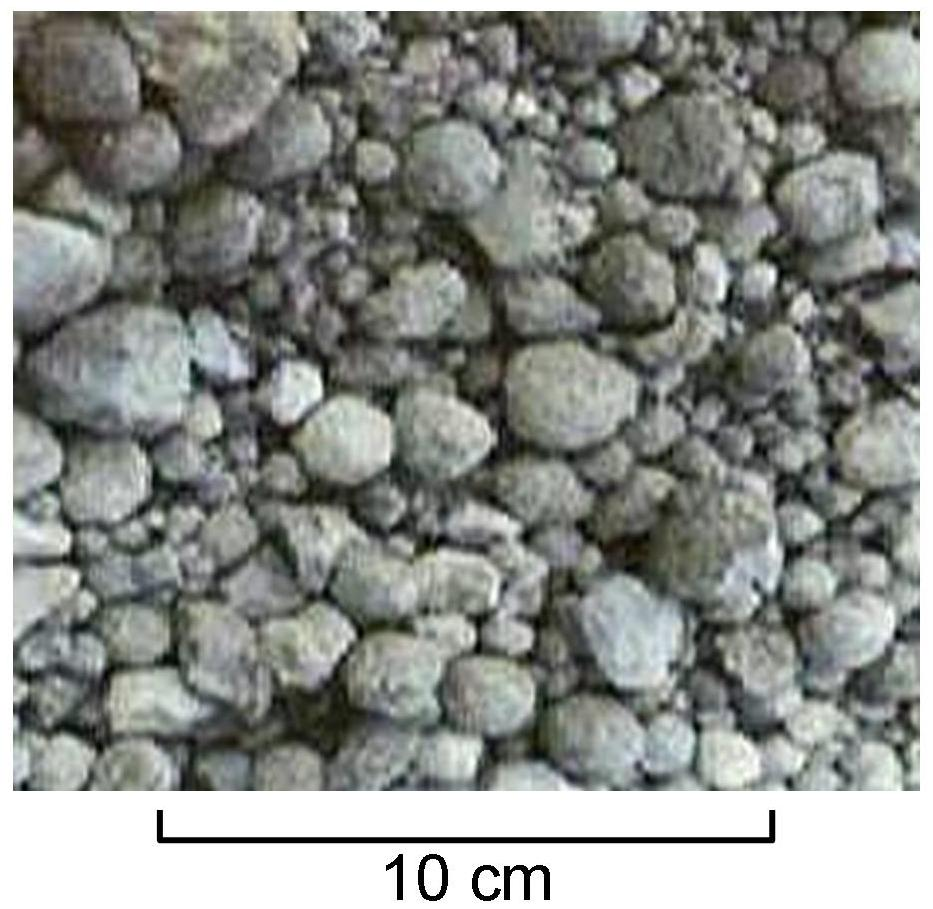
クリンカー

クリンカー（英語: clinker、セメントクリンカーとも）は、セメントの原料をキルン等で焼成して得られた焼塊（かたまり）。
石灰石、粘土、珪酸原料、酸化鉄原料等のセメントの原料を、ロータリーキルン等の焼成窯の中で1500℃程度まで昇温焼成しその後急冷したもので、こぶし大の塊となったものである。このクリンカーに適量（2から3%）の石膏を加え粉砕してセメントができあがる。
クリンカーを構成する主要物質に、
- エーライト (C3S)
- ビーライト (C2S)
- アルミネート (C3A)
- フェライト (C4AF)

がある。Cは CaO、Sは SiO2、Aは Al2O3、Fは Fe2O3 を示している。